# 71ª Brigada de Infantería de Cazadores
La 71ª Brigada de Infantería de Cazadores (71 OEBr): Es una unidad militar  de las Tropas de Asalto Aerotransportado de las Fuerzas Armadas de Ucrania, acantonada en Kremenchuk

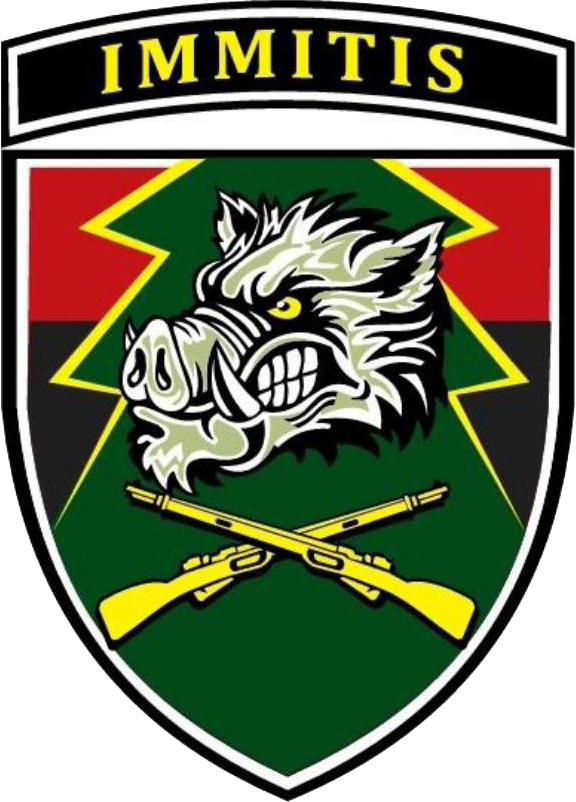
Insignia de la 71.ª Brigada

## Historia
La 71.ª Brigada de Infantería de Cazadores se creó inmediatamente después del comienzo de la Invasión rusa de Ucrania , que comenzó el 24 de febrero de 2022 como parte de la expansión de la Reserva del Ejército de Ucrania. Ya en mayo, sin embargo, la unidad abandonó el Cuerpo de Reserva y se desplegó en la región de Járkov, y a partir de junio también se desplegó en el área del Dombás. Las unidades de la brigada participaron en la Contraofensiva Oriental Ucraniana en septiembre de 2022, en particular cruzando el Río Donets y dirigiendo una ofensiva hacia Balaklia. En octubre, se desplegó en el Óblast de Donetsk, participando en batallas defensivas cerca de Bajmut. Al mismo tiempo, la brigada fue transferida a las Fuerzas de Asalto Aéreo, convirtiéndose en la primera unidad no aerotransportada en unirse a ella. Entre noviembre y diciembre defendió en particular los suburbios del sur de la ciudad de Bajmut de los continuos ataques de las tropas del Grupo Wagner,y según el analista austríaco Tom Cooper, un contraataque exitoso en las afueras de la ciudad.
La inscripción "IMMITIS", ubicada en la insignia de la brigada, significa "despiadado".

## Galardón
El 6 de diciembre de 2022, el presidente de Ucrania, Volodímir Zelenski le otorgó, junto con la 46ª Brigada Aeromovil, la condecoración  "Por valor y coraje". A principios de enero se vio obligado a abandonar el pueblo de Optyne, en el área sur de Bajmut.

## Estructura
- Comando de brigada[10]
- 1.er Batallón de Operaciones Especiales
- 2.º Batallón de Operaciones Especiales
- 3.er Batallón de Operaciones Especiales
- 4.º Batallón de Operaciones Especiales
- Compañía Organización de Nacionalistas Ucranianos "Immitis"
- Grupo de Artillería
  - Batería de Adquisición de objetivos
    - 1.er Batallón de Artillería
    - 2.º Batallón de Artillería
    - 3.º Batallón de Artillería
    - Batallón de Artillería Antitanque
    - Batallón de Artillería de Misiles Antiaéreos
- Compañía de Reconocimiento
- Compañía de Ingenieros y Zapadores
- Compañía de Morteros
- Compañía de Misiles antitanques
- Compañía de Logística
- Compañía de Comunicaciones
- Compañía de Defensa Nuclear, Radiológica, Biológica y Química
- Compañía Médica